# Retrato de una mujer joven (Rogier van der Weyden)

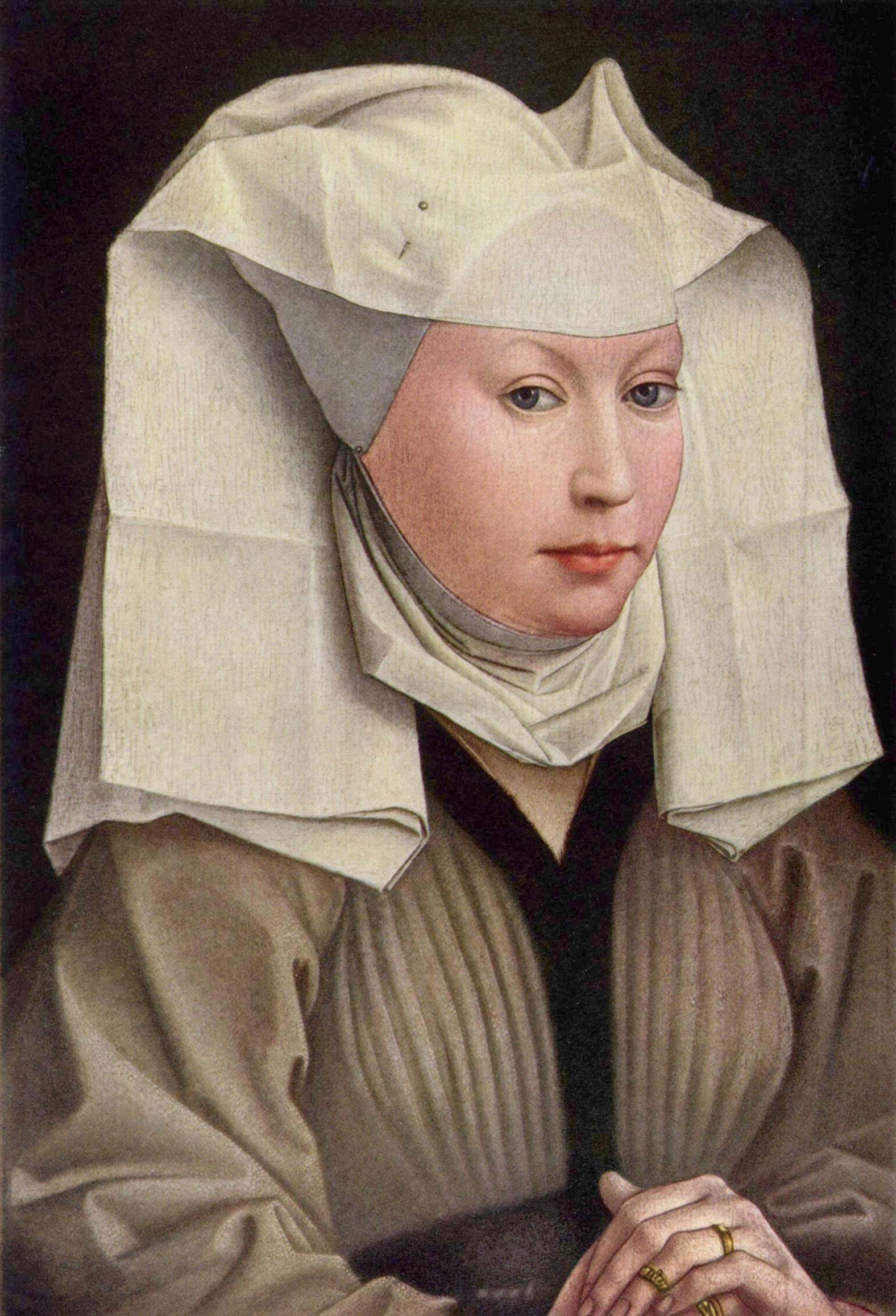
Retrato de una mujer joven, Rogier van der Weyden.

Retrato de una mujer joven (o La dama con un tocado de gasa) es una pintura realizada entre 1435–1440 por el maestro del primitivo flamenco Rogier van der Weyden. La retratada porta un hennin bajo y blanco, con un vestido gris, ribeteado de negro en el escote en pico. Como es habitual en los retratos femeninos de van der Weyden, sus manos están juntas, con los dedos apretados, mientras su expresión es generalmente humilde. Inusualmente en van der Weyden, no inclina  la cabeza o mira a la distancia. En lugar de ello, mira directamente al espectador, creando una relación íntima entre retratada, espectador y artista, la cual el historiador y conservador del arte Lorne Campbell describe como "atractiva y vibrante".
La joven tiene ojos grandes, brillantes y azules; su presentación puede ser considerada ajena a la representación contemporánea porque el artista no redujo el tamaño del ojo izquierdo para reflejar la escala del giro de la cabeza hacia el espectador. Está iluminada desde una fuente más allá de la obra, desde la derecha del espectador, que trae una luz descendente utilizada para contrastar el blanco vívido de su velo y carne contra los tonos oscuros de su vestido y sombras del tocado.
La pintura se compone de una mezcla de líneas horizontales y verticales. Las verticales de su tocado se combinan con las líneas de sus hombros y pecho, mientras los pliegues horizontales del velo se apoyan en la línea formada por sus labios superior e inferior. Rogier evidentemente trabajaba desde un boceto al natural de una persona real. Sin embargo, hay elementos de abstracción en la imagen. La modelo probablemente era miembro de la clase media, dado su relativamente sencillo vestido, rasgos de matrona y pechos prominentes. Se cree en general que se trate de la esposa del artista, Elisabeth Goffaert, aunque esto no ha sido probado. El retrato es similar a otros retratos femeninos de Rogier y Robert Campin. De hecho, la semejanza entre los retratos femeninos de Rogier y de su maestro Campin es tan fuerte que a veces se los atribuye erróneamente.
El retrato estuvo en la colección de una princesa Soltikoff en San Petersburgo hasta que fue adquirido por los Museos Estatales de Berlín en 1908.